# Blup Blup
Blup Blup, früher auch Garnot-Insel genannt, ist eine kleine Vulkaninsel des südpazifischen Inselstaates Papua-Neuguinea (East Sepik Province). 
Blup Blup gehört zu den Le-Maire-Inseln und liegt etwa 60 km östlich vom Festland (Kap Girgir). Der höchste Punkt der etwa 3,5 km² großen Insel liegt 402 m über Meeresniveau.
Rund 800 Meter westlich der Insel liegen auf dem sich noch weiter nach Westen ausdehnenden Korallenriff die kleinen Nebeninseln Motmot Islet und Boluga Islet. Die Insel weist drei Dörfer auf: Gainai (212), Katamon (208) und Tabel (93 Einwohner).